# Загребская школа экономики и менеджмента
Загребская школа экономики и менеджмента (хорв. Zagrebačka škola ekonomije i managementa; ZŠEM) — частная бизнес-школа в Загребе, Хорватия.
Основана в 2002 году. Предлагает высшее образование (бакалавриат и магистратура) в области экономики, менеджмента, финансов, маркетинга и бухгалтерского учета.
ЗШЭМ признавалась лучшей бизнес-школой Хорватии в течение трёх лет, вплоть до 2011 года. На лето 2012 года — крупнейшее частное высшее учебное заведение Хорватии.

## Программы
Предлагает степени бакалавра и магистра в области экономики и управления, по специальностям: экономика, менеджмент, финансовый учёт, маркетинг, бухгалтерский учёт, а также MBA-программы в области менеджмента, маркетинга, управления персоналом и др.

## Партнерские ВУЗы

### Россия
- Российский экономический университет имени Г. В. Плеханова[3]
- УрФУ имени первого Президента России Б. Н. Ельцина[4]
- Саратовский государственный технический университет имени Ю. А. Гагарина[5]

### Европа
- Гейдельбергский университет
- Болонский университет
- Высшая школа экономических и коммерческих наук
- Мадридский университет имени Карлоса III
- Одесский национальный экономический университет
- Университет Корвина
- Варшавская школа экономики
- Норвежская школа менеджмента